# Оброчная (Харовский район)
Оброчная — деревня в Харовском районе Вологодской области.
Входит в состав Разинского сельского поселения, с точки зрения административно-территориального деления — в Разинский сельсовет.
Расстояние по автодороге до районного центра Харовска — 38,5 км, до центра муниципального образования Горы — 3,5 км. Ближайшие населённые пункты — Квашниха, Федяково, Пауниха, Есиповская, Гороховка, Тарасовская, Денисовская, Курьяновская.
По переписи 2002 года население — 6 человек.